# Coco – Lebendiger als das Leben!
Coco – Lebendiger als das Leben!, auch nur Coco, ist ein US-amerikanischer Computeranimationsfilm der Pixar Animation Studios aus dem Jahr 2017. Regie führte Lee Unkrich nach einem Drehbuch von Adrian Molina und Matthew Aldrich. Der Kinderfilm thematisiert den „Tag der Toten“ (Día de Muertos), einen mexikanischen Feiertag.
Im Rahmen der Golden Globe Awards 2018 wurde der Film in zwei Kategorien nominiert und als bester Animationsfilm ausgezeichnet. Im Rahmen der Oscarverleihung 2018 wurde Coco ebenfalls als bester Animationsfilm ausgezeichnet, zudem Remember Me als bester Filmsong.
Die Fortsetzung Coco 2 soll im Laufe des Jahres 2029 in die Kinos kommen.

## Handlung

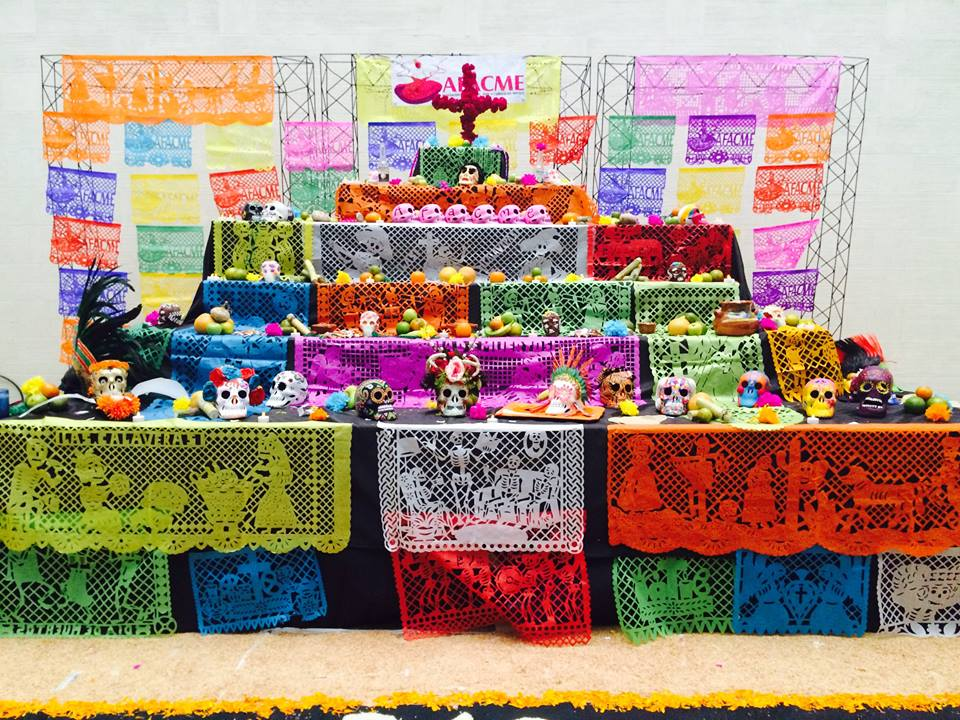
Am Día de Muertos finden sich in Mexiko Freunde und Verwandte zusammen, um gemeinsam der geliebten Verstorbenen zu gedenken

Der zwölfjährige Miguel lebt in einer kleinen Stadt in Mexiko und glaubt, dass ein Fluch auf seiner Familie liegt, denn sein Ururgroßvater, der Musiker war, wollte einst für die ganze Welt spielen, ging fort und kam nie wieder zurück. So musste seine Ururgroßmutter Imelda selbst für sich und ihre Tochter Coco sorgen und begann, Schuhe zu machen. Heute ist Coco Miguels Urgroßmutter, spricht jedoch kaum noch ein Wort und dämmert vor sich hin. Wie seine Ururgroßmutter steht seit der Begebenheit in der Vergangenheit jeder in seiner Familie mit Musik auf Kriegsfuß, Miguel hingegen liebt sie. Besonders verehrt er den verstorbenen mexikanischen Musiker Ernesto de la Cruz und hat für ihn im Dachstuhl heimlich einen Schrein errichtet und Fotos seines großen Vorbildes aufgestellt. Von seinem heimlichen Rückzugsort weiß nur der Hund Dante, der sich auf den Straßen der Stadt herumtreibt. In seinem Versteck hat sich Miguel mit der Hilfe einiger Videos seines Idols selbst das Gitarrespielen beigebracht.
Miguel trägt als Schuhputzer zum Einkommen seiner Familie bei, deren Mitglieder sonst alle in alter Familientradition mit der Herstellung von Schuhen beschäftigt sind. Hierfür ist er in der gesamten Stadt unterwegs, doch seine Großmutter will nicht, dass Miguel dort Kontakt zu Musikern, den Mariachi, hat. Lieber soll Miguel seine Familie ehren, denn es ist Día de Muertos in Mexiko, an dem sich Freunde und Verwandte zusammenfinden, um gemeinsam der geliebten Verstorbenen zu gedenken. Auf dem Familienaltar steht ein Foto, das seine Ururgroßmutter Imelda mit der noch kleinen Coco und deren Vater zeigt. Allerdings ist die Ecke mit dessen Kopf abgerissen. Als er das Bild genauer betrachtet, entdeckt er darauf die Gitarre von Ernesto de la Cruz, die er aus der für diesen errichteten Ehrenhalle in der Stadt kennt. Miguel glaubt nun, dass dieser sein Ururgroßvater sein müsste. Er offenbart seiner Familie, dass er gerne in dessen Fußstapfen treten würde, und diese erfährt hierbei von seinem Versteck. Als seine Großmutter seine selbstgebaute Gitarre zerstört, läuft Miguel weg. Er will unbedingt am Talentwettbewerb teilnehmen, der am Tag der Toten veranstaltet wird. Um an eine funktionsfähige Gitarre zu kommen, will er sich die von de la Cruz leihen. Doch als er auf die Totenblumen tritt, die in dessen Mausoleum auf dem Friedhof verstreut worden sind, und er einen Akkord auf der Gitarre spielt, geschieht etwas Sonderbares: Denn Miguel kann plötzlich die Toten sehen, die Lebenden sehen ihn umgekehrt jedoch nicht mehr.
Miguel trifft sogleich eine Tante, mehrere seiner verstorbenen Onkel, so Oscar und Felipe, die alle zum Día de los Muertos in die Stadt gekommen sind. Gemeinsam gehen sie mit ihm über die Blumenbrücke in das Land der Toten zurück, wo sich viele andere darauf vorbereiten, bis zum Sonnenaufgang drüben in die Welt der Lebenden zu verweilen, um zu sehen, wie es ihren Liebsten geht. Nur wenn Angehörige ein Foto eines Verstorbenen aufgestellt haben, kann dieser die Brücke passieren. Seine verstorbenen Familienmitglieder versuchen Miguel wieder zurückzubringen, indem Mamá Imelda ihm ihren Segen gibt, den sie an die Bedingung knüpft, er dürfe keine Musik machen. Gleich nach der Rückkehr in die Welt der Lebenden kehrt er aber wieder zurück, denn kaum dort, hat er gleich wieder die Gitarre von de la Cruz an sich genommen.
Miguel glaubt nun, wenn er zu seinem großen Idol gelangt, werde der ihm sicher seinen Segen geben ohne die Auflage, in Zukunft auf die Musik zu verzichten. Er begegnet Héctor, der behauptet, de la Cruz zu kennen. Héctor verspricht dem Jungen, ihm zu helfen, wenn dieser im Gegenzug ein Foto von ihm mit hinüber in die Welt der Lebenden nimmt und aufstellt, damit auch er am Tag der Toten die Brücke passieren kann. Der Weg zu Cruz gestaltet sich jedoch nicht so einfach, wie es anfangs scheint. Erst müssen sie für den Jungen eine Gitarre besorgen und versuchen, über einen Talentwettbewerb eine Einladung zur Party von de la Cruz zu ergattern. Dabei ist ihnen Miguels tote Verwandtschaft auf den Fersen, die ihn zurückbringen will, besonders weil Miguel Imeldas Foto mit ins Totenreich gebracht hat und sie die Blumenbrücke nun nicht passieren kann.
Mit List schleichen sich beide letztlich doch auf die Party von de la Cruz. Als Miguel sich diesem als sein Ururenkel zu erkennen gibt, sind beide zunächst hocherfreut und de la Cruz will Miguel seinen Segen geben. Dann aber offenbart Héctor, dass nicht de la Cruz, sondern Héctor dessen große Hits geschrieben hat. Es stellt sich heraus, dass de la Cruz ihn schließlich um des Ruhmes willen ermordet hat. De la Cruz lässt Miguel in eine Grube werfen, um zu verhindern, dass jemand von dem Mord an Héctor und seinem Betrug erfährt. In der Grube erwähnt Héctor den Namen seiner Tochter Coco, und Miguel erkennt, dass in Wahrheit Héctor sein Ururgroßvater ist und nicht de la Cruz. Miguel und Héctor werden von Mamá Imelda und ihrem Geistführer aus der Grube gerettet. Der Geistführer wirft Ernesto de la Cruz gegen eine Glocke, worauf er noch einmal stirbt.
Letztlich gelingt es ihnen gemeinsam, Miguel noch vor dem Sonnenaufgang zu den Lebenden zurückzuschicken, doch leider ohne das Foto von Héctor, der nun kurz davor steht, den letzten Tod zu sterben, das Verschwinden für immer, weil in der Welt der Lebenden selbst Coco ihn zu vergessen beginnt. Zurück im Haus der Familie rennt Miguel zu Mamá Coco, um sie dazu zu bringen, sich wieder an ihren Vater zu erinnern. Erst als Miguel auf de la Cruz’ Gitarre das Lied Denk stets an mich spielt und zu singen beginnt, fängt seine Urgroßmutter an aufzublühen und stimmt mit in das Lied ein. Obwohl sie schon lange kein verständliches Wort mehr gesprochen hat, erzählt sie nun, wie ihr Vater einst das Lied für sie geschrieben hat, und zeigt Miguel all die Briefe, die sie von ihm erhalten und aufbewahrt hat. Auch der abgerissene Teil vom Foto mit Héctors Kopf befindet sich darunter.
Im folgenden Jahr am Día de Muertos steht nun auch das Foto seines Ururgroßvaters auf dem Altar von Miguels Familie. So können alle verstorbenen Verwandten gemeinsam über die Blumenbrücke zu Besuch kommen, darunter auch Imelda und Héctor, die wieder zueinander gefunden haben, gemeinsam mit ihrer Tochter Coco, denn auch Miguels Urgroßmutter ist in der Zwischenzeit verstorben. Auch Dante, der im Totenreich ein Geisterführer geworden ist, mischt sich am Tag der Toten in seiner normalen Gestalt unter die Lebenden. Miguel hat dafür gesorgt, dass alle Menschen erfahren, dass es sein Ururgroßvater Héctor war, der all die Lieder geschrieben hat, die man in Mexiko so gerne hört. Miguel, der nun erkannt hat, dass Erinnerung tatsächlich mehr als nur ein Wort ist und der Tag der Toten mehr als ein folkloristisches Fest, ist nun selbst ein Mariachi und singt bei der Feier für seine lebenden und verstorbenen Familienangehörigen.

## Produktion

### Stab und Sprecher

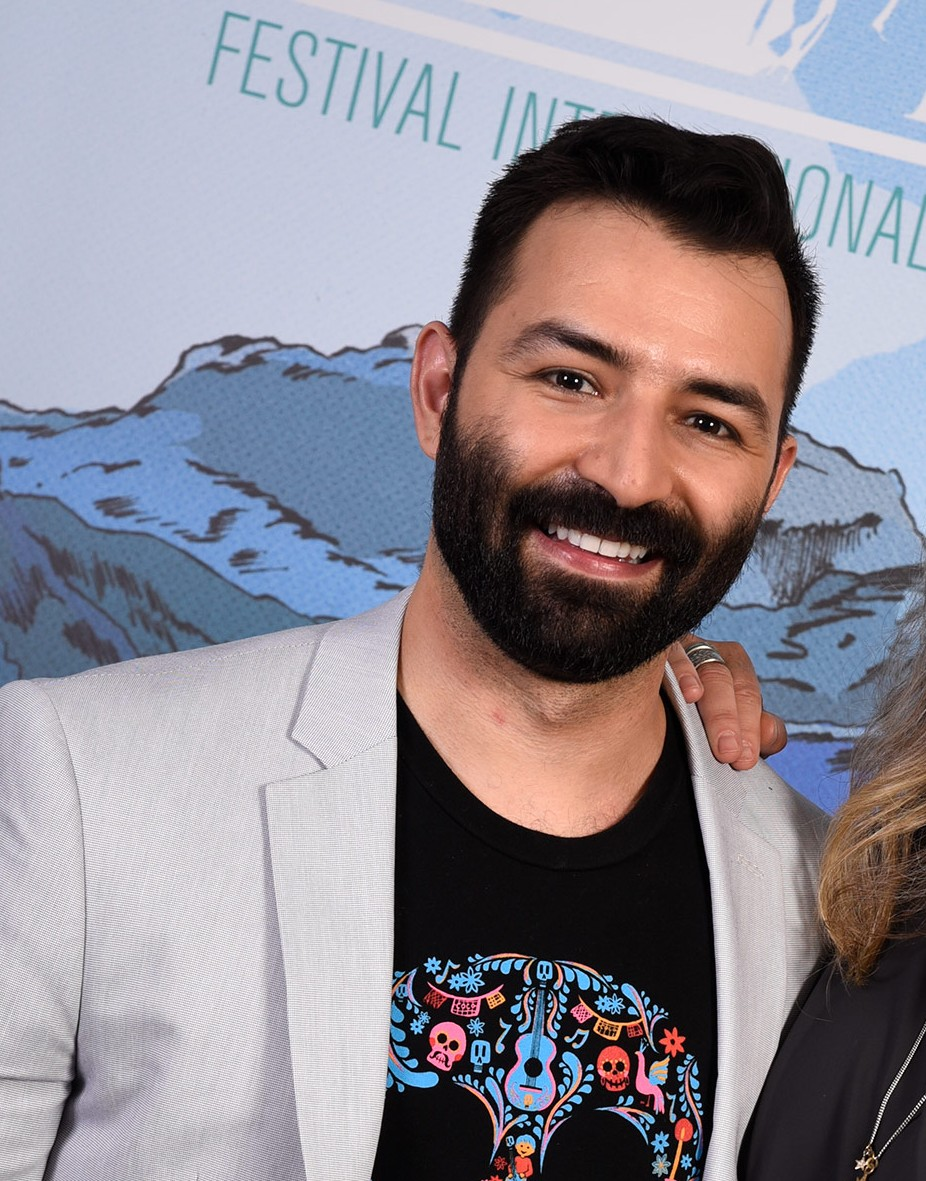
Drehbuchautor Adrian Molina im Juni 2017 beim Festival d’Animation Annecy

Der Film ist eine Ko-Produktion von Walt Disney Pictures und Pixar Animation Studios. Für die Regie wurde Lee Unkrich verpflichtet, welcher bereits bei Toy Story 3 (2010) diese Position innehatte. Das Drehbuch schrieben Adrian Molina und Matthew Aldrich. In der Vorbereitung setzen sich die Macher des Films intensiv mit den Menschen, der Kultur und den Traditionen von Mexiko auseinander. Hierfür stand ihnen neben einer Reihe von mexikanischen Musikern auch ein Stab an Beratern und Experten zur Seite. Während diverser Reisen zwischen 2011 und 2013 recherchierten der Regisseur Lee Unkrich und sein Team drei Jahre lang in Museen und Kirchen und besuchten Plätze, Haciendas und Friedhöfe in Oaxaca, Guanajuato und in Mexiko-Stadt. Außerdem lernten sie in Tlacolula, Tialixtac, El Tule, San Marcos Tlapazola und Abasolo Familien kennen, die sie an ihrem Leben teilhaben ließen, meist Mehrgenerationenfamilien, wie auch im Film gezeigt.
Zur Idee meinte Lee Unkrich in einem Gespräch mit epd Film, diese sei von ihm gekommen, da er von der Tradition des Dia de los Muertos fasziniert gewesen sei: „Ich wollte mehr darüber erfahren und musste bei meinen Recherchen feststellen, dass es dabei weniger um den Tod geht als um eine Feier des Lebens, besonders um die Familie – im Rahmen einer Wiederbegegnung wird der Kontakt zwischen den Lebenden und den Toten lebendig. Es geht dabei sehr stark um die Erinnerung, um unsere Verpflichtung, die Erinnerung an die Verstorbenen lebendig zu halten, was auch bedeutet, das an die nächste Generation weiterzugeben.“ Auch die Vorstellung, dass ein Toter ganz zu Staub zerfällt, wenn niemand mehr an ihn denkt, entstammte der Mythologie des Dia de los Muertos, wie die Macher des Films bei ihren Research-Trips in Mexiko erfahren hatten.
Bei der Auswahl der Sprecher für den Film wählten die Produzenten bewusst Sprecher mit mexikanischem Hintergrund. Anfang Oktober 2017 wurde bekanntgegeben, dass der peruanische Fußballspieler Claudio Pizarro in der deutschen Synchronisation des Films einen Gastauftritt haben wird.

### Filmmusik
Die Filmmusik wurde von Michael Giacchino komponiert, der für seine Arbeit an dem Disney-Pixar-Film Oben mit einem Oscar ausgezeichnet wurde. Für die Orchestration arbeitete Giacchino mit Germaine Franco zusammen. Sie erklärte den Einsatz einer Vielzahl typischer mexikanischer Instrumente, so ein Guitarrón, eine folkloristische Harfe, eine Quijada und mehrere Sousaphone, Charchetas, Jaranas, Requintos, Marimbas, Trompeten und Violinen.
Die Aufnahme entstand im August 2017 gemeinsam mit einem 83-köpfigen Orchester. In der Filmmusik finden sich traditionelle mexikanische Lieder. Camilo Lara vom Musikprojekt Mexican Institute of Sound unterstützte das Team als musikalischer Berater und steuerte das Stück Jálale bei.
Das in mehreren Versionen im Film zu hörende Lied Remember Me wurde von Kristen Anderson-Lopez und Robert Lopez geschrieben, die bereits 2013 für ihre Arbeit an dem Song Let It Go für den Disneyfilm Die Eiskönigin – Völlig unverfroren bei der Oscarverleihung 2014 mit einem Oscar ausgezeichnet wurden. Das Lied, dessen Titel in der deutschen Fassung Denk stets an mich lautet, behandelt das zentrale Thema der Erinnerung. Am Ende des Films singt Miguel das Lied für seine Urgroßmutter Coco, die in das Lied einstimmt, das ihr Vater einst für sie geschrieben hat. In der im Abspann zu hörenden Version wird das Lied von Miguel und Natalia Lafourcade gesungen. Je nach Tempo kann der Liedtext von Remember Me unterschiedlich interpretiert werden, so als Liebes-, aber auch als Wiegenlied, wie eigentlich im Film angedacht. In dem Lied La Llorona wird die Llorona, eine Figur der lateinamerikanischen Folklore besungen, der Geist einer Frau, die um ihre Kinder weint, welche sie in einem Fluss ertränkt hat.
Der Soundtrack umfasst 38 Musikstücke und wurde am 10. November 2017 von Walt Disney Records veröffentlicht. Am gleichen Tag wurde Remember Me als CD veröffentlicht. Bereits am 27. Oktober 2017 hatte man ein animiertes Musikvideo zum Song veröffentlicht, zudem im November 2017 ein Video mit Miguel und Natalia Lafourcade. Am 24. November 2017 wurde auch der deutsche Soundtrack zum Film veröffentlicht.
Detlef Hedderich erklärt, die traditionelle mexikanische Musik habe starken Einfluss auf die Filmmusik und bilde die Grundlage, mit der die Welt in Coco musikalisch untermalt wird. Hedderich meint weiter: „Mithilfe eines 83-köpfigen Orchesters, hochtalentierten mexikanischen Musikern und Sängern sowie original mexikanischen Instrumenten […] gelingt es dem Team um Giacchino und Franco die melodische Landschaft des Films perfekt einzufangen.“ Der Soundtrack stieg am 24. November 2017 auf Platz 23 in die US-amerikanischen Soundtrack Album-Charts ein und erreichte dort am 8. Dezember 2017 Platz 3. Am gleichen Tag stieg er auf Platz 55 in die Billboard 200 ein.

### Veröffentlichung
Der Film feierte seine Premiere am 20. Oktober 2017 beim Morelia International Film Festival in Morelia. In Mexiko kam er am 27. Oktober 2017 (dem Wochenende vor dem Tag der Toten) in die Kinos, in den Vereinigten Staaten startete er am 22. November 2017 und in Deutschland am 30. November 2017. Am 29. August 2019 wurde er in das Programm von Netflix aufgenommen.

## Rezeption

### Altersfreigabe
In Deutschland wurde der Film von der FSK ohne Altersbeschränkung freigegeben. In der Freigabebegründung heißt es: „Die Geschichte über das Erwachsenwerden, Familie und den Umgang mit dem Tod ist in bunten, phantasievollen Bildern und mit sehr viel Musik erzählt, wobei der Protagonist sich als starke Identifikationsfigur für junge Zuschauer eignet. Mit den Action- und Spannungsszenen können bereits Kinder im Vorschulalter umgehen, da diese Passagen stets von ruhigen Szenen abgelöst und alle Konflikte harmonisch aufgelöst werden. Auch die Darstellung der Welt der Toten ist kindgerecht und nicht beängstigend.“

### Kritiken und Einsatz im Unterricht
Der Film wurde bislang von 97 Prozent der Kritiker bei Rotten Tomatoes positiv bewertet. Im Konsens heißt es dort: „Cocos reiche visuelle Freuden werden von einer nachdenklichen Erzählung begleitet, die einen familienfreundlichen und zutiefst berührenden Zugang zu Fragen von Kultur, Familie, Leben und Tod bietet.“ Im Rahmen der Golden Tomato Awards des Jahres 2017 ging der Film als Sieger in der Kategorie Bester Animationsfilm hervor. Bei Metacritic erhielt der Film einen Metascore von 81 von 100 möglichen Punkten.

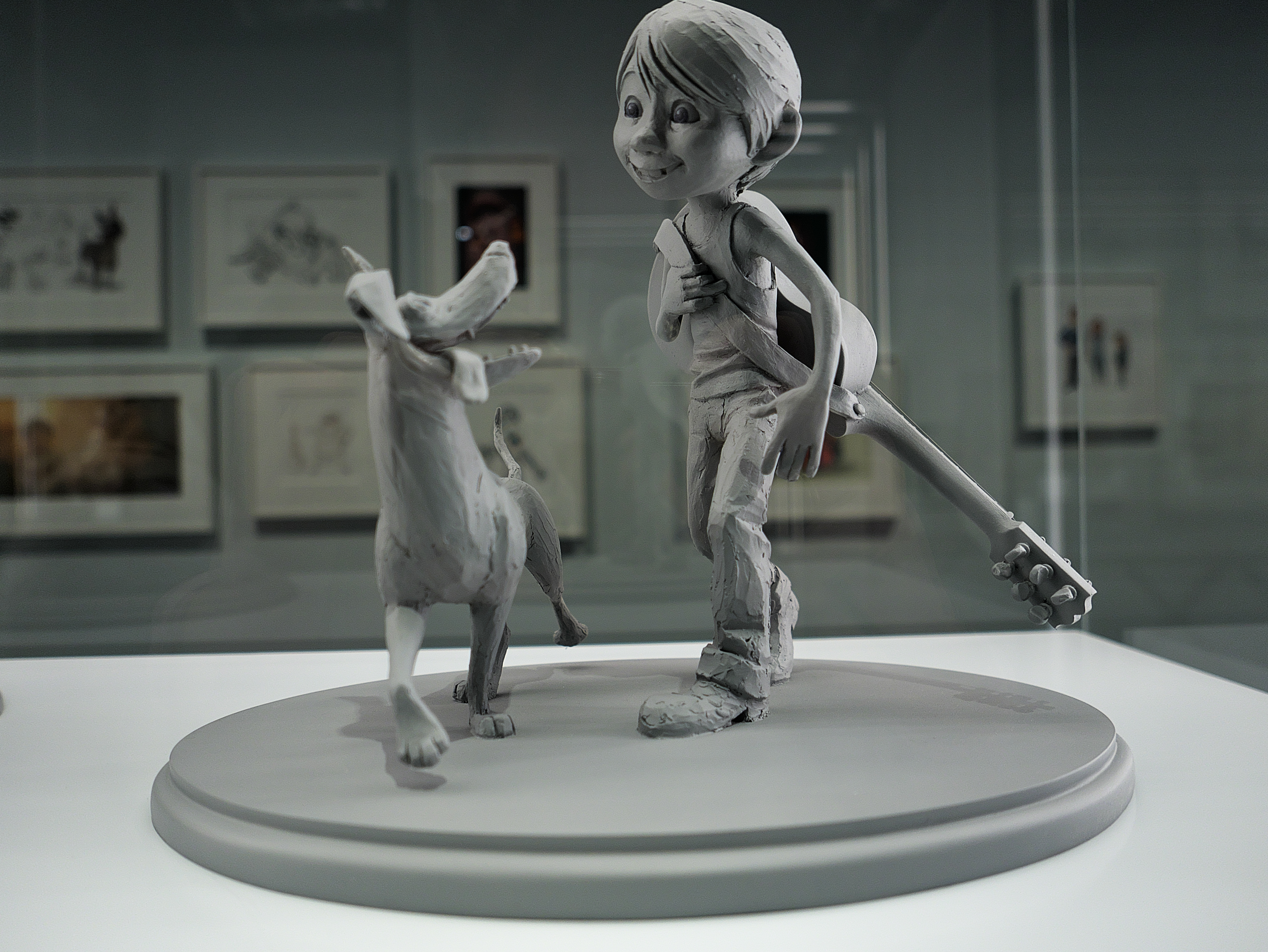
Eine Skulptur von Dante und Miguel

Frank Arnold von epd Film sagt, so ungewöhnlich das Setting von Coco sei, so sehr setze die Geschichte Miguels auf vertraute Muster, auch wenn man sich ein originelleres Drehbuch gewünscht hätte, doch immerhin: „Nach der Disney-Produktion Vaiana bereitet Disney/Pixar mit Coco ein weiteres Stück indigener Kultur für ein großes Publikum auf – und dass der Protagonist (gesprochen von Anthony González) ein Mexikaner ist, ist für eine Studioproduktion des Jahres 2017 durchaus keine Selbstverständlichkeit.“
Andreas Platthaus von der Frankfurter Allgemeinen Zeitung meint, einen lebendigeren Film von der ersten Minute an könne man sich nicht wünschen, obwohl dieser auf dem Friedhof losgehe, was ein denkbar unwahrscheinliches Setting für eine Kinogattung Animation sei, die das Lebendige schon in der Bezeichnung trägt. Platthaus sagt weiter über den Film: „er ist auch nicht als Reaktion auf die populistischen Abschottungsversuche Donald Trumps entstanden. Dass er jetzt in Amerika in die Kinos gekommen ist, wird jedoch nolens volens auch als politisches Signal gewertet – ist der Film doch eine Liebeserklärung an Mexiko, wie es sie aus Hollywood bislang noch nicht gegeben hat.“
Vision Kino, eine Initiative zur Film- und Medienbildung in der Schule, sieht einen möglichen Einsatz des Films in den Unterrichtsfächern Deutsch, Religion, Musik, Ethik und Kunst. Stefan Stiletto erklärt zu Anknüpfungspunkten für die pädagogische Arbeit: „Weil Coco so tief in der mexikanischen Kultur verankert ist, lassen sich gut Jenseitsvorstellungen und unterschiedliche Formen des Umgangs mit dem Tod (und dem Gedenken an Verstorbene) miteinander vergleichen.“ Miguels Konflikt wiederum könne als guter Einstieg in ein Unterrichtsgespräch über den Zusammenhalt in einer Familie sowie über den Wunsch nach Individualität dienen, so Stiletto weiter.

### Einspielergebnis
In den USA vergaben die Zuschauer für den Film nach seinem Start den CinemaScore „A+“, was einer „1+“ entspricht. Dort landete der Film nach seinem Start auf Platz 1 der Kino-Charts, ebenso in Deutschland, Frankreich, Japan und China. In China, wo der Film am 24. November 2017 startete, spielte er bislang 189 Millionen US-Dollar ein und in Mexiko bislang rund 58 Millionen US-Dollar, womit er dort zum erfolgreichsten Film aller Zeiten avancierte. Die weltweiten Einnahmen des Films belaufen sich bislang auf 814,6 Millionen US-Dollar, womit sich der Film auf Platz 13 der erfolgreichsten Filme des Jahres 2017 befindet. In der Liste der weltweit erfolgreichsten Filme aller Zeiten steht er auf Platz 104 (Stand: 19. April 2025). In Deutschland verzeichnet der Film bislang 1.360.193 Besucher.

### Auszeichnungen (Auswahl)
Am 18. Dezember 2017 wurde bekannt, dass sich Michael Giacchinos Arbeit auf einer Shortlist befindet, aus der die Nominierungen in der Kategorie Beste Filmmusik im Rahmen der Oscarverleihung 2018 erfolgten und sich der Song Remember Me in einer Vorauswahl von 70 Liedern befindet, aus der die Nominierungen in der Kategorie Bester Filmsong bestimmt wurden. Im Folgenden eine Auswahl von Nominierungen und Auszeichnungen im Rahmen bekannter Filmpreise.
Annie Awards 2018
- Auszeichnung in der Kategorie Best Animated Feature
- Auszeichnung in der Kategorie Animated Effects in an Animated Production
- Auszeichnung in der Kategorie Character Animation in an Animated Feature Production
- Auszeichnung in der Kategorie Character Design in an Animated Feature Production
- Auszeichnung in der Kategorie Directing in an Animated Feature Production
- Auszeichnung in der Kategorie Music in an Animated Feature Production (Michael Giacchino, Kristin Anderson-Lopez, Robert Lopez, Germaine Franco und Adrian Molina)
- Auszeichnung in der Kategorie Production Design in an Animated Feature Production
- Auszeichnung in der Kategorie Storyboarding in an Animated Feature Production (Dean Kelly und Madeline Sharafian)
- Auszeichnung in der Kategorie Voice Acting in an Animated Feature Production
- Auszeichnung in der Kategorie Writing in an Animated Feature Production
- Auszeichnung in der Kategorie Editorial in an Animated Feature Production[35][36]

Art Directors Guild Awards 2018
- Auszeichnung mit dem Excellence in Production Design Award in der Kategorie Animationsfilm (Harley Jessup)[37]

British Academy Film Awards 2018
- Auszeichnung als Bester animierter Spielfilm (Lee Unkrich und Darla K. Anderson)

Critics’ Choice Movie Awards 2018
- Auszeichnung als Bester animierter Spielfilm
- Auszeichnung als Bestes Lied (Remember Me)[38]

Eddie Awards 2018
- Auszeichnung für den Besten Filmschnitt bei einem Animationsfilm (Steve Bloom)[39]

Golden Globe Awards 2018
- Auszeichnung als Bester Animationsfilm
- Nominierung als Bester Filmsong (Remember Me)[40]

Grammy Awards 2019
- Nominierung als Best Score Soundtrack For Visual Media (Michael Giacchino)
- Nominierung als Best Song Written For Visual Media (Remember Me, Miguel und Natalia Lafourcade)

Kids’ Choice Awards 2018
- Auszeichnung als Lieblingsanimationsfilm[41]

National Board of Review Awards 2017
- Auszeichnung als Bester Animationsfilm[42]

New York Film Critics Circle Awards 2017
- Auszeichnung als Bester Animationsfilm (Lee Unkrich und Adrian Molina)[43]

Oscarverleihung 2018
- Auszeichnung als Bester Animationsfilm (Darla K. Anderson und Lee Unkrich)
- Auszeichnung als Bester Song (Remember Me, Musik und Text: Kristen Anderson-Lopez und Robert Lopez)

Producers Guild of America Awards 2018
- Auszeichnung als Bester Animationsfilm (Darla K. Anderson)[44]

Satellite Awards 2017
- Auszeichnung als Bester animierter Film
- Nominierung für den Besten Ton[45]

## Synchronisation
Bei der Synchronisation, die von der FFS Film- & Fernseh-Synchron GmbH in Auftrag gegeben wurde, war Axel Malzacher für Dialogbuch und -regie verantwortlich.
| Rolle               | Originalsprecher   | Deutscher Sprecher       |
| ------------------- | ------------------ | ------------------------ |
| Miguel              | Anthony González   | Pablo Ribet-Buse         |
| Miguel              | Anthony González   | Salvatore Scire (Gesang) |
| Héctor              | Gael García Bernal | Karlo Hackenberger       |
| Ernesto de la Cruz  | Benjamin Bratt     | Heino Ferch              |
| Ernesto de la Cruz  | Benjamin Bratt     | Kevin Kraus (Gesang)     |
| Mamá Coco           | Ana Ofelia Murguía | Luise Lunow              |
| Abuelita            | Renée Victor       | Ulrike Lau               |
| Papá                | Jaime Camil        | Patrick Winczewski       |
| Mamá                | Sofía Espinosa     | Dina Kürten              |
| Tío Berto           | Luis Valdez        | Helmut Gauß              |
| Plaza Mariachi      | Lombardo Boyar     | Michael Pan              |
| Chicharrón          | Edward James Olmos | Peter Groeger            |
| Mamá Imelda         | Alanna Ubach       | Alexandra Wilcke         |
| Tía Rosita          | Selene Luna        | Daniela Reidies          |
| Papá Julio          | Alfonso Arau       | Frank-Otto Schenk        |
| Tío Oscar           | Herbert Siguenza   | Joachim Kaps             |
| Tío Felipe          | Herbert Siguenza   | Hans Hohlbein            |
| Arrivals Agent      | Octavio Solis      | Axel Malzacher           |
| Angestellter        | Gabriel Iglesias   | Lutz Schnell             |
| Corrections Officer | Cheech Marin       | Oliver Siebeck           |
| Emcee               | Blanca Araceli     | Vera Teltz               |

## Fortsetzung
Die Fortsetzung Coco 2 soll im Laufe des Jahres 2029 in die Kinos kommen.